# Митропа куп 1973.
Митропа куп 1973. је било 32. издање клупског фудбалског такмичења Митропа купа.
Такмичење је трајало од 25. октобра 1972. до 1. јула 1973. године.  Татабања је у финалном двомечу била успешнија од  Челика и освојила први трофеј Митропа купа. 

## Резултати

### Групна фаза

#### Група 1
| Клуб           | Социјалистичка Федеративна Република Југославија | Чехословачка | Аустрија |
| -------------- | ------------------------------------------------ | ------------ | -------- |
| Челик          | –                                                | 2:1          | 2:0      |
| Збројовка Брно | 2:1                                              | –            | 1:1      |
| ЛАСК Линц      | 1:3                                              | 1:3          | –        |

| Табела            | ИГ | Д | Н | И | ГД | ГП | ГР | Бод. |
| ----------------- | -- | - | - | - | -- | -- | -- | ---- |
| 1. Челик          | 4  | 3 | 0 | 1 | 8  | 4  | +4 | 6    |
| 2. Збројовка Брно | 4  | 2 | 1 | 1 | 7  | 5  | +2 | 5    |
| 3. ЛАСК Линц      | 4  | 0 | 1 | 3 | 3  | 9  | -6 | 1    |

#### Група 2
| Клуб          | Мађарска | Социјалистичка Федеративна Република Југославија | Италија |
| ------------- | -------- | ------------------------------------------------ | ------- |
| Татабања      | –        | 0:1                                              | 3:0     |
| Динамо Загреб | 0:1      | –                                                | 3:1     |
| Болоња        | 1:2      | 2:2                                              | –       |

| Табела           | ИГ | Д | Н | И | ГД | ГП | ГР | Бод. |
| ---------------- | -- | - | - | - | -- | -- | -- | ---- |
| 1. Татабања      | 4  | 3 | 0 | 1 | 6  | 2  | +4 | 6    |
| 2. Динамо Загреб | 4  | 2 | 1 | 1 | 6  | 4  | +2 | 5    |
| 3. Болоња        | 4  | 0 | 1 | 3 | 4  | 10 | -6 | 1    |

### Финале
| Меч | Клуб  | Држава | укупан рез. | Држава   | Клуб     | 1. утак. | 2. утак. |
| --- | ----- | ------ | ----------- | -------- | -------- | -------- | -------- |
| 1   | Челик | СФРЈ   | 2:4         | Мађарска | Татабања | 1:2      | 1:2      |

| Освајач Митропа купа 1973. |
| -------------------------- |
| Татабања 1. Титула         |